# Ghioltosu, Cantemir
Ghioltosu este un sat din cadrul comunei Țiganca din raionul Cantemir, Republica Moldova.

## Demografie

### Structura etnică
Structura etnică a localității conform recensământului populației din 2004:
| Grup etnic                                               | Populație | % Procentaj   |
| -------------------------------------------------------- | --------- | ------------- |
| Băștinași declarați Moldoveni Băștinași declarați Români | 736 177   | 79,91% 19,22% |
| Bulgari                                                  | 4         | 0,43%         |
| Ruși                                                     | 2         | 0,22%         |
| Ucraineni                                                | 1         | 0,11%         |
| Găgăuzi                                                  | 1         | 0,11%         |
| Total                                                    | 921       |               |